# Erik il vichingo
Erik il vichingo è un film del 1965 diretto da Mario Caiano.

## Trama
Erik per sfuggire da suo cugino Eiolf parte alla ricerca di nuove terre e sbarca in America dove si imbatterà con dei vichinghi in un gruppo di indiani.